# Guerra Civil Equatoriana de 1911–1912

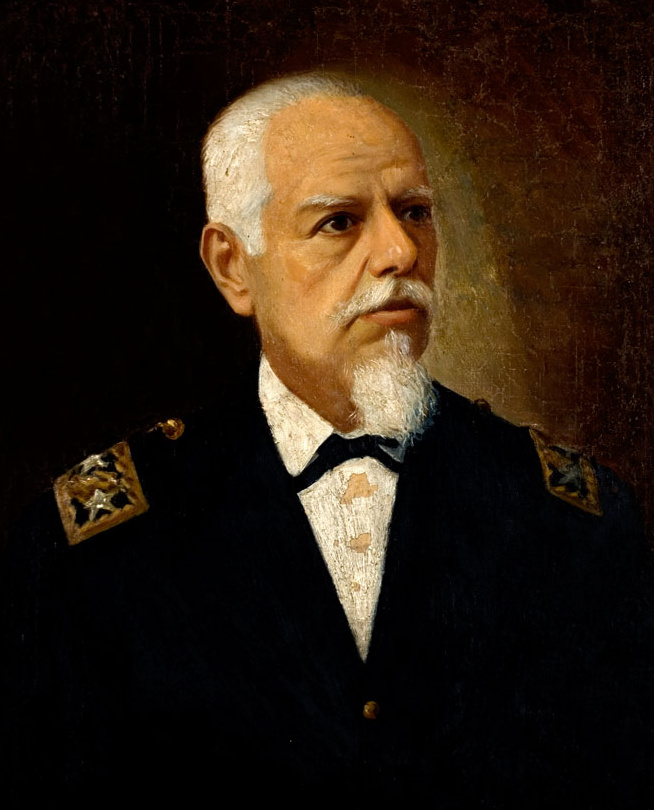
Eloy Alfaro.

A Guerra Civil Equatoriana de 1911–1912, também chamada de Guerra dos Generais, foi uma guerra civil travada no Equador de 1911 a 1912. Suas causas assentavam na oposição liberal ao regime autoritário de Eloy Alfaro. O conflito começou em 28 de dezembro de 1911.
Uma batalha decisiva da guerra foi travada em 18 de janeiro de 1912 em Yaguachi, onde Alfaro foi derrotado e capturado. 
Alfaro seria posteriormente assassinado e seu corpo cremado publicamente em 28 de janeiro de 1912 num episódio denominado La Hoguera Bárbara. O total de baixas em ambos os lados foi de cerca de 1.500.
Menos de um ano depois, uma nova guerra civil estouraria no Equador, que veria a província de Esmeraldas se levantar contra o governo de Leónidas Plaza.